# Sleep (The Brahms)
Sleep is een nummer van de Nederlandse indierockband The Brahms uit 2017. Het is de eerste single van hun debuutalbum Me and My Dreams.
Volgens frontman David Westmeijer gaat het nummer over de druk om te presteren en hoe sociale media mensen dwingt alleen de leuke kanten van het leven te belichten. "'Sleep' gaat over het gevoel dat je krijgt doordat iedereen tegenwoordig op Instagram en Facebook zit waarbij ze heel erg bezig zijn met zelfpromotie. Iedereen laat zich van zijn of haar beste kant zien, wat een vertekend beeld kan geven. Je moet zowel succesvol als sociaal zijn én er ook nog eens goed uitzien. 'Sleep' is een soort noodkreet voor een uitweg. Ik wil slapen en niet met dat soort dingen bezig zijn", aldus Westmeijer. De bijbehorende videoclip is snel, zit vol met allerlei flitsen en uitspraken die je hoort als je niet voldoet aan verwachtingen die mensen van je hebben. "Sleep" bereikte de Nederlandse Top 40 of Tipparade niet, maar kwam wel tot een bescheiden 43e positie in de Mega Top 50 van NPO 3FM.